# Мышцы верхних конечностей человека
Мышцы верхних конечностей обеспечивают свободу и большое разнообразие движений руки. Мышцы верхней конечности принято делить на следующие группы: 1) мышцы плечевого пояса; 2) мышцы свободной верхней конечности — плеча, предплечья и кисти.

## Мышцы плечевого пояса
Мышцы плечевого пояса приводят в движение и фиксируют свободную верхнюю конечность в плечевом суставе.
| Мышца                 | Начало                                                                                  | Прикрепление                             | Функция |
| --------------------- | --------------------------------------------------------------------------------------- | ---------------------------------------- | --- |
| Дельтовидная мышца    | От акромиального конца ключицы, затем от акромиона и от ости лопатки на всём протяжении | Дельтовидная бугристость плечевой кости  | Передние пучки мышцы, сокращаясь, принимают участие в сгибании руки в плечевом суставе; задние — в её разгибании; средние и вся мышца в целом отводят руку до горизонтального положения. |
| Надостная мышца       | Надостная ямка лопатки                                                                  | Верхушка большого бугорка плечевой кости | Синергист дельтовидной мышцы |
| Подостная мышца       | Подостная ямка лопатки                                                                  | Большой бугорок плечевой кости           | Вращает плечо наружу (супинация) |
| Малая круглая мышца   | Латеральный край лопатки                                                                | Большой бугорок плечевой кости           | Вращает плечо наружу (супинация) |
| Большая круглая мышца | Нижний угол лопатки                                                                     | Гребень малого бугорка плечевой кости    | Вращает плечо внутрь (пронация) |
| Подлопаточная мышца   | Рёберная поверхность лопатки                                                            | Малый бугорок плечевой кости             | Вращает плечо внутрь (пронация) |

## Мышцы плеча
В области плеча расположено две группы мышц: передняя (состоит из сгибателей) и задняя (состоит из разгибателей руки в плечевом и локтевом суставах).

### Передняя группа
| Мышца                     | Начало                                                                                      | Прикрепление                                                   | Функция                                                          |
| ------------------------- | ------------------------------------------------------------------------------------------- | -------------------------------------------------------------- | ---------------------------------------------------------------- |
| Клювовидно-плечевая мышца | Клювовидный отросток лопатки                                                                | Середина плечевой кости, гребень малого бугорка плечевой кости | Сгибатель плечевой кости и её пронатор                           |
| Двуглавая мышца плеча     | Длинная головка — надсуставная поверхность лопатки; короткая головка — клювовидный отросток | Лучевая бугристость, фасции Пирогова                           | Сгибатель предплечья и плечевой кости, напрягает фасцию Пирогова |
| Плечевая мышца            | Плечевая кость (2/3 ниже дельтовидной бугристости), средняя и серединная перегородка плеча  | Венечный отросток локтевой кости, капсула локтевого сустава    | Сгибание предплечья в локтевом суставе                           |

### Задняя группа
| Мышца                  | Начало | Прикрепление                                  | Функция                                                                  |
| ---------------------- | --- | --------------------------------------------- | ------------------------------------------------------------------------ |
| Трёхглавая мышца плеча | Длинная головка — от подсуставного бугорка лопатки; латеральная и медиальная головки — от задней стороны плечевой кости и межмышечных перегородок | Локтевой отросток локтевой кости              | Разгибает руку в локтевом суставе (длинная головка — также и в плечевом) |
| Локтевая мышца         | Наружный надмыщелок плечевой кости, обходная лучевая связка                                                                                       | Задний край локтевой кости, фасция предплечья | Разгибает руку в локтевом суставе                                        |

## Мышцы предплечья
В области предплечья различают две группы мышц: переднюю и заднюю. В передней располагаются сгибатели и пронаторы, в задней — разгибатели и супинаторы. Мышцы передней и задней групп образуют поверхностный и глубокий слой

### Передняя группа мышц, поверхностный слой
| Мышца                           | Начало | Прикрепление                                                | Функция |
| ------------------------------- | --- | ----------------------------------------------------------- | --- |
| Круглый пронатор                | Медиальный надмыщелок плечевой кости,венечный отросток локтевой кости                                                                 | Латеральная поверхность лучевой кости                       | Пронирует предплечье |
| Лучевой сгибатель запястья      | Медиальный надмыщелок плечевой кости,медиальная межмышечная перегородка плеча,фасция предплечья                                       | Ладонная поверхность основания II—III пястных костей        | Сгибает кисть и пронирует предплечье, сгибает локтевой сустав                                                                      |
| Длинная ладонная мышца          | Медиальный надмыщелок плечевой кости,медиальная межмышечная перегородка плеча                                                         | Ладонный апоневроз                                          | Напрягает кожу ладони и участвует в сгибании кисти, сгибает локтевой сустав. Мышца рудиментарная и может отсутствовать             |
| Поверхностный сгибатель пальцев | Медиальный надмыщелок плечевой кости,венечный отросток локтевой кости,передний край лучевой кости,фасция предплечья                   | Ладонная поверхность средних фаланг II—V пальцев            | Сгибает средние фаланги и участвует в сгибании кисти, сгибает локтевой сустав                                                      |
| Локтевой сгибатель запястья     | Медиальный надмыщелок плечевой кости, медиальная межмыщелковая перегородка плеча, локтевой отросток локтевой кости, фасция предплечья | Гороховидная и крючковидная кости,основание V пястной кости | Сгибает кисть, сгибает локтевой сустав                                                                                             |
| Плечелучевая мышца              | Латеральный надмыщелковый гребень плечевой кости,латеральная межмышечная перегородка плеча                                            | Лучевая кость над шиловидным отростком                      | Супинирует предплечье, находящееся в пронированном состоянии; пронирует супинированное предплечье; сгибает руку в локтевом суставе |

### Передняя группа мышц, глубокий слой
| Мышца                                   | Начало                                                                | Прикрепление                                            | Функция                                                   |
| --------------------------------------- | --------------------------------------------------------------------- | ------------------------------------------------------- | --------------------------------------------------------- |
| Длинный сгибатель большого пальца кисти | передняя поверхность лучевой кости, межкостная перегородка предплечья | Ладонная поверхность дистальной фаланги большого пальца | Сгибает ногтевую фалангу, а также весь большой палец руки |
| Глубокий сгибатель пальцев              | Передняя поверхность локтевой кости,Межкостная перепонка предплечья   | Дистальные фаланги II—V пальцев                         | Сгибает ногтевые фаланги и отчасти кисть                  |
| Квадратный пронатор                     | Передний край и передняя медиальная поверхность локтевой кости        | Передняя поверхность лучевой кости (нижняя четверть)    | Синергист круглого пронатора                              |

### Задняя группа мышц, поверхностный слой
| Мышца                                 | Начало                                                                          | Прикрепление                                                 | Функция                                                     |
| ------------------------------------- | ------------------------------------------------------------------------------- | ------------------------------------------------------------ | ----------------------------------------------------------- |
| Длинный лучевой разгибатель запястья  | Латеральный надмыщелок плечевой кости,латеральная межмышечная перегородка плеча | Тыльная поверхность основания II пястной кости               | Разгибает кисть                                             |
| Короткий лучевой разгибатель запястья | Латеральный надмыщелок плечевой кости,фасция предплечья                         | Тыльная поверхность основания III пястной кости              | Разгибает кисть                                             |
| Разгибатель пальцев                   | Латеральный надмыщелок плечевой кости,фасция предплечья                         | Тыльная поверхность средних и дистальных фаланг II—V пальцев | Разгибает пальцы и кисть; разгибает руку в локтевом суставе |
| Локтевой разгибатель запястья         | Латеральный надмыщелок плечевой кости,фасция предплечья                         | Тыльная поверхность основания V пястной кости                | Разгибает кисть; разгибает руку в локтевом суставе          |
| Разгибатель мизинца                   | Латеральный надмыщелок плечевой кости,фасция предплечья                         | Тыльная поверхность средней и дистальной фаланг мизинца      | Разгибает мизинец                                           |

### Задняя группа мышц, глубокий слой
| Мышца                                        | Функция                           |
| -------------------------------------------- | --------------------------------- |
| Супинатор (мышца предплечья)                 | Супинирует предплечье и кисть     |
| Длинная мышца, отводящая большой палец кисти | Отводит большой палец и кисть     |
| Короткий разгибатель большого пальца кисти   | Разгибает и отводит большой палец |
| Длинный разгибатель большого пальца кисти    | Разгибает большой палец           |
| Разгибатель указательного пальца             | Разгибает указательный палец      |

## Мышцыкисти

### Мышцы возвышениябольшого пальца
| Мышца                                          | Начало                                                                          | Прикрепление                                                         | Функция                                            |
| ---------------------------------------------- | ------------------------------------------------------------------------------- | -------------------------------------------------------------------- | -------------------------------------------------- |
| Короткая мышца, отводящая большой палец кисти  | Ладьевидная кость,кость-трапеция, удерживатель сгибателей                       | Латеральный край основания проксимальной фаланги большого пальца     | Отводит большой палец                              |
| Короткий сгибатель большого пальца кисти       | Кость-трапеция, трапециевидная кость, удерживатель сгибателей, II пястная кость | Передняя поверхность основания проксимальной фаланги большого пальца | Сгибает большой палец                              |
| Мышца, противопоставляющая большой палец кисти | Кость-трапеция, удерживатель сгибателей                                         | Латеральный край и передняя поверхность I пястной кости              | Противопоставляет большой палец мизинцу            |
| Мышца, приводящая большой палец кисти          | Головчатая кость, основание и передняя поверхность II и III пястной костей      | Основание проксимальной фаланги большого пальца                      | Приводит и отчасти противопоставляет большой палец |

### Мышцы возвышениямизинца
| Мышца                              | Начало                                              | Прикрепление                                              | Функция                                                                        |
| ---------------------------------- | --------------------------------------------------- | --------------------------------------------------------- | ------------------------------------------------------------------------------ |
| Мышца, отводящая мизинец           | Гороховидная кость                                  | проксимальная фаланга мизинца                             | Отводит мизинец                                                                |
| Мышца, противопоставляющая мизинец | крючка крючковидной кости и удерживателя сгибателей | к медиальному краю и передней поверхности V пястной кости | Противопоставляет большой палец мизинцу, притягивая к ладони его пястную кость |
| Короткий сгибатель мизинца         | крючка крючковидной кости и удерживателя сгибателей | к проксимальной фаланге мизинца                           | Сгибает проксимальную фалангу мизинца                                          |
| Короткая ладонная мышца            | удерживатель сгибателей                             | к коже медиального края кисти                             | Натягивает ладонный апоневроз                                                  |

### Средняя группа мышц кисти
| Мышца                          | Начало                                             | Прикрепление                                           | Функция                                                                       |
| ------------------------------ | -------------------------------------------------- | ------------------------------------------------------ | ----------------------------------------------------------------------------- |
| Червеобразные мышцы            | Сухожилия глубокого сгибателя пальцев              | Тыльная поверхность проксимальных фаланг II—V пальцев  | Сгибают пальцы в пястно-фаланговых суставах и разгибают их в межфаланговых    |
| Тыльные межкостные мышцы кисти | Обращенные друг к другу стороны I—V пястных костей | Тыльная поверхность проксимальных фаланг II—IV пальцев | Сгибание проксимальных фаланг и выпрямлении средних и дистальных II—V пальцев |